# Coupe d'Allemagne féminine de football 1997-1998
Navigation
Édition précédente Édition suivante
Le DFB-Pokal Frauen 1997-1998 est la dix-huitième édition de la Coupe d'Allemagne féminine.
Il s'agit d'une compétition à élimination directe ouverte aux vainqueurs des coupes de chaque fédération régionale et des clubs de la  Bundesliga féminine. Elle est organisée par la Fédération allemande de football (DFB).
La finale a lieu le 16 mai 1998 au stade olympique de Berlin. Le FCR Duisbourg remporte sa première Coupe d'Allemagne.

## Format
Les équipes participantes sont les vainqueurs des coupes des fédérations régionales et toutes les équipes ayant participé à la Bundesliga féminine en 1996-1997, soit 19 équipes, et les promus pour la saison 1996-1997 (deux équipes).
La compétition commence avec les 32e de finale qui se jouent sur un match, en cas d'égalité une séance de tirs au but a lieu. 
La finale se joue le 16 mai 1998 en lever de rideau de la finale masculine.

## Demi-finales
| Equipe 1            | Equipe 2          | Score |
| ------------------- | ----------------- | ----- |
| FCR Duisbourg       | TuS Niederkirchen | 1 - 0 |
| Sportfreunde Siegen | FSV Francfort     | 2 - 3 |

## Finale
| 16 mai 1998 | FCR Duisbourg | 6 - 2   | FSV Francfort | Stade olympique de Berlin, Berlin |                      |
|             |               | (4 - 1) |               | Spectateurs : 35 000              | Spectateurs : 35 000 |

- Le FCR Duisbourg qui commence la compétition sous le nom FC Rumeln-Kaldenhausen, remporte sa première Coupe d'Allemagne, les faits marquants sont le nombre de buts marqués, huit but au total, la joueuse Inka Grings marque trois buts et le même jour dans la finale homme joue également l'équipe de Duisbourg (battue 2-1 par le Bayern Munich)[2].